# Sandra Božić
Sandra Božić (ur. 15 października 1979 w Pančevie) – serbska polityczka. Posłanka Zgromadzenia Narodowego Republiki Serbii od 2018, od 2022 jego wiceprzewodnicząca.

## Życiorys
W latach 2008–2015 pracowała w prywatnych przedsiębiorstwach jako sprzedawca i konsultantka w sektorze energetycznym. Od marca 2015 do marca 2018 była dyrektorem miejscowego przedsiębiorstwa PUC „Grejanje” w Pančevie.

### Działalność polityczna
Uzyskiwała mandat posłanki do Zgromadzenia Narodowego Republiki Serbii w wyborach parlamentarnych w 2016 roku (objęła mandat zwolniony po Vesnie Rakonjac), w 2020 roku, w 2022 roku i w 2023 roku z list komitetów Aleksandara Vučicia.